# Belutschistan-Baumschläfer
Der Belutschistan-Baumschläfer (Dryomys niethammeri) ist ein endemisch in der pakistanischen Provinz Belutschistan verbreitetes Nagetier in der Gattung der Baumschläfer. Die Art ähnelt dem etwas kleineren Türkischen Baumschläfer (Dryomys laniger). In Wilson & Reeder (2005) wird eine taxonomische Studie zum gemeinen Baumschläfer (Dryomys nitedula) und zu seiner genetischen Abgrenzung zu den beiden anderen Gattungsvertretern gewünscht. Bis 2016 war der Belutschistan-Baumschläfer nur von drei eindeutig identifizierten Exemplaren bekannt. Weitere fünf könnten sich in den Sammlungen des Landwirtschaftsmuseums von Pakistan befinden.
Der Artzusatz im wissenschaftlichen Namen ehrt den deutschen Säugetierforscher Jochen Niethammer.

## Merkmale
Der Baumschläfer wird ohne Schwanz 99 bis 103 mm lang, der Schwanz erreicht eine Länge von etwa 93 mm, die Hinterfüße sind ungefähr 21 mm lang und die Länge der Ohren beträgt 18 bis 20 mm. Damit erreicht die Art etwa dieselbe Größe, wie der gewöhnliche Baumschläfer. Die Knochenkapsel, die Teile des Mittel- und Innenohrs umgibt (Auditory bulla) ist jedoch flacher. Oberseits kommt aschgraues Fell mit hell rotbrauner Tönung vor und die Grenze zur cremefarbenen Unterseite ist deutlich. Die Haare sind recht lang und weich mit 11 bis 13 mm Länge am Hinterteil und eingemischten bis zu 16 mm langen Deckhaaren. Wie beim europäischen Baumschläfer kommen schwarzbraune Augenringe vor, die schmaler sind. Bereiche um die Nase sind heller als der Rücken. Typisch sind abgerundete braune Ohren hinter denen kein andersfarbiger Fleck liegt. Der leicht behaarte Schwanz ist oberseits graubraun und unterseits etwas heller. Nur die Spitze ist weiß. Der Belutschistan-Baumschläfer hat weiße Füße. Von den paarig angeordneten Zitzen der Weibchen liegen zwei auf der Brust, zwei auf dem Baum und vier im Leistenbereich.

## Verbreitung
Die einzigen bekannten Funde stammen aus dem Distrikt Ziarat in Pakistan östlich des Verwaltungsortes. Die Art lebt im Gebirge zwischen 1980 und 2590 Meter Höhe. In der Landschaft kommen verstreut Griechische Wacholder, Sophora griffithii (Hülsenfrüchtler), Strand-Beifuß, Prunus eburnea (Steinobstgewächse) und Berberis baluchistanica (Berberitzen) vor. An einem Fundort stand der Wacholder dichter.

## Lebensweise
Wie die anderen Gattungsvertreter scheint dieser Baumschläfer einzelgängerisch zu sein. Er klettert in Bäumen und bewegt sich auf dem Grund. Der Belutschistan-Baumschläfer ist vermutlich Allesfresser. Exemplare gingen in Lebendfallen mit Früchten als Köder. Für die Art wird eine nachtaktive Lebensweise und ein längerer Winterschlaf angenommen. Zur Fortpflanzung gibt es keine Angaben.

## Gefährdung
Die Umwandlung der Landschaft in Acker- und Weideflächen sowie intensive Nutzung der Wacholdergewächse wirkt sich negativ aus. Alle Reviere zusammen sind schätzungsweise über ein maximal 20.000 km² großes Gebiet verteilt. Die IUCN listet die Art als gefährdet (vulnerable).